# 埃特納 (內華達州潘興縣)
埃特納（英語：Etna）是位於美國內華達州潘興縣的鬼鎮。

## 歷史
埃特納的郵局於1866年設立，同年停運。

## 地理
埃特納所處的海拔為高於海平面1270米（即4170英呎），而該地所採用的時區為UTC-8，即太平洋时区（PST）。同時該地設有夏令時間，為UTC-8調快一小時，即UTC-7（PDT）。